# Erin Jackson
Erin Jackson (Ocala, 19 de setembro de 1992) é uma patinadora de velocidade, roller derby e engenheira estadunidense. Jackson classificou-se para os Jogos Mundiais de 2017 em Breslávia, na Polônia, onde competiu na patinação de velocidade em linha em várias distâncias na estrada e na pista.
Também classificou-se para competir no evento de patinação de velocidade em pista de 500 metros nos Jogos Olímpicos de Inverno de 2018 em Pyeongchang, na Coreia do Sul.
Em novembro de 2021, ela venceu suas primeiras corridas da Copa do Mundo de Patinação de Velocidade de 500 metros na Polônia com dois recordes, tornando-se a primeira mulher negra americana a vencer nos jogos.
Em 13 de fevereiro de 2022, Jackson ganhou a medalha de ouro nos 500m femininos de patinação de velocidade nos Jogos Olímpicos de Inverno de 2022, de Pequim. Ela é a primeira mulher negra americana a vencer a medalha na patinação de velocidade.

## Biografia

### Primeiros anos e educação
Erin Jackson nasceu na cidade de Ocala, no interior do estado da Flórida, no ano de 1992. Jackson patinou pela primeira vez aos oito anos de idade, quando ela tentou ingressa na patinação artística. Jackso iniciou seus estudos na Shores Christian Academy, posteriormente frequentou a Howard Middle School e a Forest High School. Após terminar os estudos básicos, ingressou na Universidade da Flórida, onde formou-se em 2015 com honras no programa de Ciência e Engenharia de Materiais.

### Carreira
Jackson teve um início vencedor no esporte, ganhando o ouro na corrida de patinação em linha de 500 m no Campeonato Mundial Júnior de 2008-09, ouro no mesmo evento no Campeonato Pan-Americano de 2014 e foi nomeada Atleta Feminina do Ano do Comitê Olímpico dos Estados Unidos para Roller Sports em 2012 e 2013. Também competiu no roller derby com o Jacksonville RollerGirls da Women's Flat Track Derby Association (WFTDA), ganhando o prêmio de MVP no WFTDA Division 1 Playoff de 2014 em Evansville, Indiana, e avançando para o WFTDA Championships em 2015. e 2016.
Em 2015, participou dos Jogos Pan-Americanos, realizados em Toronto no Canadá, na categoria de Patinação de velocidade de 500 m, onde garantiu a medalha de prata aos Estados Unidos, sendo superada apenas pela colombiana Hellen Montoya.
No ano de 2016, Erin Jackson iniciou sua transição para a patinação de velocidade no gelo. Classificou-se para os Jogos Olímpicos de Inverno de 2018, realizados em Pyeongchang na Coreia do Sul, com apenas quatro meses de experiência em patinação de velocidade no gelo. Treinada por Renee Hildebrand, Jackson se classificou na distância de 500 metros e terminou a competição na vigésima quarta de 31 competidores na edição sul-coreana.
Na seguinte competição olímpica, em 2022, Jackson ganhou a medalha de ouro nos 500 metros femininos de patinação de velocidade nos Jogos Olímpicos de Inverno de 2022, em Pequim, capital da China, correndo na 14ª dupla (de 15), e superando a adversária japonesa Miho Takagi por 0,08 segundos com um tempo de 37,04 segundos. Jackson quase perdeu a qualificação para as Olimpíadas depois de escorregar durante os testes dos EUA num evento classificatório. Sua companheira de equipe e amiga de longa data, Brittany Bowe, venceu o evento, mas cedeu sua vaga para Jackson se classificar. Jackson também é a primeira mulher americana a ganhar um ouro olímpico na patinação de velocidade desde Chris Witty nos 1000m em 2002, realizados em Salt Lake City nos Estados Unidos e a primeira mulher americana a ganhar os 500m feminino desde Bonnie Blair em 1994, realizado em Lillehammer na Noruega. Além disso, tornou-se primeira mulher negra americana a vencer uma medalha nessa categoria.